# Metrionella
Metrionella  (лат.) — род жуков щитоносок (Cassidini) из семейства листоедов. 12 видов. Центральная и Южная Америка. Тело уплощённое. Голова сверху не видна, так как прикрыта переднеспинкой. Растительноядная группа, питаются растениями различных семейств, в том числе вьюнковыми (Convolvulaceae: Ipomoea sp.).

## Виды
- Metrionella angularis (Champion, 1894) — Коста-Рика, Никарагуа, Панама
- Metrionella biguttula Spaeth, 1932 — Парана
- Metrionella bilimeki (Spaeth 1932) — Гондурас, Мексика, Никарагуа, США
- Metrionella calva (Boheman, 1855) — Боливия, Бразилия, Венесуэла, Парагвай
- Metrionella connata Spaeth, 1932 — Баия (Pernambuco).
- Metrionella erratica (Boheman, 1855) — Колумбия, Коста-Рика, Мексика, Никарагуа, Панама
- Metrionella glabrescens Spaeth, 1932 — Боливия
- Metrionella irrorata Spaeth 1932 — Перу
- Metrionella placans Spaeth, 1932 — Южная Америка
- Metrionella strandi Spaeth, 1932 — Перу
- Metrionella tucumana Borowiec, 2006 — Аргентина
- Metrionella tumacoensis  Borowiec, 2002 — Колумбия